# Лунка
Лунка (на румънски: Lunca) е село в окръг Тулча, Северна Добруджа, Румъния.

## История
До 1940 година Лунка е с преобладаващо българско население, което се изселва в България по силата на подписаната през септември същата година Крайовската спогодба.